# Liste der denkmalgeschützten Objekte in Teplá
Grundlage dieser Liste der denkmalgeschützten Objekte in Teplá ist die ÚSKP-Liste (Ústřední seznam kulturních památek České republiky, deutsch Zentrale Liste der Kulturdenkmäler der Tschechischen Republik), die von der tschechischen Denkmalschutzbehörde NPÚ (Národní památkový ústav, deutsch Nationale Denkmalbehörde) seit 1987 geführt wird und an die seit dem Jahr 1850 geschaffenen Listen anschließt.

## Denkmalgeschützte Objekte in der Stadt Teplá nach Ortsteilen

### Teplá(Tepl)
| Lage                                     | Objekt | Beschreibung | ÚSKP-Nr.                  | Bild                        |
| ---------------------------------------- | --- | --- | ------------------------- | --------------------------- |
| Teplá, Masarykovo náměstí 146 (Standort) | Stadthaus Masarykovo náměstí čp. 146                                                                       | Stadthaus | 35515/4-1079 Info Katalog | weitere Bilder              |
| Teplá (Standort)                         | Kirche des hl. Ägidius                                                                                     | Dekanatskirche des hl. Ägidius | 35417/4-1067 Info Katalog | weitere Bilder              |
| Teplá, Masarykovo náměstí 142 (Standort) | Stadthaus Masarykovo náměstí Nr. 142                                                                       | Stadthaus – Gasthaus | 36059/4-1084 Info Katalog | weitere Bilder              |
| Teplá, Masarykovo náměstí 1 (Standort)   | Rathaus | Rathaus Tepl | 37064/4-1072 Info Katalog | weitere Bilder              |
| Teplá (Standort)                         | Bildstock                                                                                                  | Bildstock | 34861/4-1070 Info Katalog | Bildstock                   |
| Teplá (Standort)                         | Kapelle der hl. Dreifaltigkeit                                                                             | Kapelle der hl. Dreifaltigkeit | 34957/4-1066 Info Katalog | weitere Bilder              |
| Teplá, Lidická 106 (Standort)            | Stadthaus Lidická Nr. 106                                                                                  | Stadthaus | 34009/4-1076 Info Katalog | Stadthaus Lidická Nr. 106   |
| Teplá, Klášterní 260 (Standort)          | Stadthaus Klášterní Nr. 260                                                                                | Stadthaus | 32273/4-1082 Info Katalog | Stadthaus Klášterní Nr. 260 |
| Teplá (Standort)                         | Bildstock                                                                                                  | Bildstock | 33027/4-3980 Info Katalog | Bildstock                   |
| Teplá, Masarykovo náměstí (Standort)     | Brunnen | Brunnen | 30309/4-4683 Info Katalog | weitere Bilder              |
| Teplá, Masarykovo náměstí 7 (Standort)   | Dekanat | Dekanat | 29113/4-1073 Info Katalog | Dekanat                     |
| Teplá, Školní, u čp. 256 (Standort)      | Sühnekreuz                                                                                                 | Sühnekreuz | 28550/4-1085 Info Katalog | Sühnekreuz                  |
| Teplá, Klášterní 268 (Standort)          | Stadthaus Klášterní Nr. 268                                                                                | Stadthaus | 28690/4-1083 Info Katalog | Stadthaus Klášterní Nr. 268 |
| Teplá ()                                 | Feste Teplá                                                                                                | Feste Teplá – archäologische Spuren (2004 nicht gefunden) | 27760/4-1086 Info Katalog |                             |
| Teplá, Lidická 92 (Standort)             | Bauernhaus Lidická Nr. 92                                                                                  | Bauernhaus | 104160 Info Katalog       | Bauernhaus Lidická Nr. 92   |
| Teplá (Standort)                         | Dreifaltigkeitssäule                                                                                       | Dreifaltigkeitssäule | 16389/4-1068 Info Katalog | weitere Bilder              |
| Teplá (Standort)                         | Kapelle der Schmerzhaften Mutter Gottes und des hl. Andreas (Kaple Bolestné Panny Marie a svatého Ondřeje) | Kapelle des Hl. Kreuzes, der Schmerzhaften Mutter Gottes und des hl. Andreas | 24096/4-1069 Info Katalog | weitere Bilder              |
| Teplá, Lidická 113 (Standort)            | Stadthaus Lidická Nr. 113                                                                                  | Stadthaus | 24324/4-1077 Info Katalog | weitere Bilder              |
| Teplá, Palackého 157 (Standort)          | Stadthaus Palackého Nr. 157                                                                                | Stadthaus | 24464/4-1080 Info Katalog | Stadthaus Palackého Nr. 157 |
| Teplá, Masarykovo náměstí 62 (Standort)  | Bürgerhaus Masarykovo náměstí Nr. 62                                                                       | Bürgerhaus | 24651/4-1075 Info Katalog | weitere Bilder              |
| Teplá, Masarykovo náměstí 61 (Standort)  | Bürgerhaus Masarykovo náměstí Nr. 61                                                                       | Bürgerhaus | 21583/4-1074 Info Katalog | weitere Bilder              |
| Teplá, Masarykovo náměstí 143 (Standort) | Schule | Ehem. Schule | 19276/4-1071 Info Katalog | weitere Bilder              |
| Teplá, Havlíčkova 30, 31 (Standort)      | Gebäude Havlíčkova Nr. 30 und 31                                                                           | Zwei miteinander verbundene Häuser - Haus Nr. 30 (traufständig), spätbarockes Kleinstadthaus im Erdgeschoss aus der zweiten Hälfte des 18. Jahrhunderts, teilweise renoviert in der ersten Hälfte des 20. Jahrhunderts - Haus Nr. 31(giebelständig), spätbarockes Kleinstadthaus im Erdgeschoss aus der zweiten Hälfte des 18. Jahrhunderts, teilweise renoviert in der ersten Hälfte des 20. Jahrhunderts - Scheune, gemauerte Scheune mit Schalungsgiebel aus der zweiten Hälfte des 18. Jahrhunderts, separat im Hof stehend | 106409 Info Katalog       | weitere Bilder              |

### Klášter(Stift Tepl)
| Lage                                                              | Objekt                                                                | Beschreibung | ÚSKP-Nr.                  | Bild                                                                  |
| ----------------------------------------------------------------- | --------------------------------------------------------------------- | --- | ------------------------- | --------------------------------------------------------------------- |
| Klášter 1 (Standort)                                              | Stift Tepl (Premonstrátský klášter Teplá)                             | Prämonstratenserkloster Stift Tepl – eines der wichtigsten Klöster in der Karlsbader Region. Es wurde 1193 vom seligen Hroznata gegründet. Das heutige Aussehen verdankt das Kloster dem umfangreichen barocken Umbau durch den Architekten Christoph Dientzenhofer (1655–1722) um die Wende vom 17. zum 18. Jahrhundert mit zahlreichen Einzeldenkmalen. | 17135/4-1058 Info Katalog | weitere Bilder                                                        |
| Klášter (Standort)                                                | Klosterkirche Mariä Verkündigung                                      | Klosterkirche Mariä Verkündigung. Um 1200 als dreischiffige Basilika mit zwei Türmen und einem Westwerk im romanischen Stil gegründet, im 15. Jhdt. erfolgten Umbauten im frühgotischen Stil, im frühen 18. Jahrhundert barocker Umbau durch den Architekten Christoph Dientzenhofer. Von 1850 bis 1853 erfolgte eine große Erneuerung der Klosterkirche. Im Jahr 1895 Anbau des neuen pseudoromanischen Portals mit den Skulpturen des hl. Augustinus, des sel. Hroznata und des hl. Norbert. Architekt: Josef Schaffer, Bildhauer: Karl Wilfert sen. 1930/31 Restaurierung der Türme an der Westfassade. | 17135/4-1058 Info Katalog | weitere Bilder                                                        |
| Klášter 1 (Standort)                                              | Konventsgebäude                                                       | Konventsgebäude, erbaut von 1660 bis 1665 nach einem Entwurf des Architekten Domenico Pinchetti. Nach dem Brand in den 1670er Jahren wurde es 1690 nach einem Entwurf von Christoph Dientzenhofer umgebaut. | 17135/4-1058 Info Katalog | Konventsgebäude                                                       |
| Klášter 1 (Standort)                                              | Prälatur                                                              | Prälatur (Teplá, Klášter 1), erbaut von 1690 bis 1721 anstelle eines älteren Klostergebäudes durch den Baumeister Johann Wolfgang Braunbock nach einem Entwurf von Christoph Dientzenhofer | 17135/4-1058 Info Katalog | Prälatur                                                              |
| Klášter 2 (Standort)                                              | Bibliothek                                                            | Bibliothek, entstanden 1680 aus dem Umbau eines frühbarocken Getreidespeichers im Innenhof des Klosters | 17135/4-1058 Info Katalog | Bibliothek                                                            |
| Klášter 7 (Standort)                                              | Verwaltungsgebäude I.                                                 | Verwaltungsgebäude I., Barockbau mit späteren Umbauten im 19. Jahrhundert, schließt den Klosterkomplex nach Süden ab. | 17135/4-1058 Info Katalog | BW                                                                    |
| Klášter 8 (Standort)                                              | Verwaltungsgebäude II. und III.                                       | Verwaltungsgebäude II. und III., vermutlich ein Barockbau, im südwestlichen Teil des Klosterkomplexes | 17135/4-1058 Info Katalog | Verwaltungsgebäude II. und III.                                       |
| Klášter 9 (Standort)                                              | Apotheke                                                              | Apotheke, neues Apothekengebäude anstelle eines älteren Baus mit reich verzierter Fassade im Stil des Historismus von 1891 | 17135/4-1058 Info Katalog | Apotheke                                                              |
| Klášter (Standort)                                                | Turm mit Eingangstor                                                  | Eingangstor und Turm, ein frühbarockes Gebäude, das 1659 nach einem Brand erbaut wurde und ursprünglich Teil einer spätgotischen Befestigungsanlage des Klosters war | 17135/4-1058 Info Katalog | weitere Bilder                                                        |
| Klášter 10 und 11 (Standort)                                      | Forstamt I. und II.                                                   | Forstamtsgebäude I. und II. | 17135/4-1058 Info Katalog | Forstamt I. und II.                                                   |
| Klášter 12 (Standort)                                             | Gloriette                                                             | Gloriette | 17135/4-1058 Info Katalog | weitere Bilder                                                        |
| Klášter, bei Nr. 13 (Standort)                                    | Gewächshaus                                                           | Gewächshaus, ein Gebäude von 1892 neben dem Gärtnerhaus (Klášter 13) an der Nordseite des Klosterkomplexes | 17135/4-1058 Info Katalog | Gewächshaus                                                           |
| Klášter 17 (Standort)                                             | Speicher                                                              | Ehem. Getreidespeicher, frühbarockes Speichergebäude aus dem Jahr 1680 im Innenhof des Klosters. |                           | weitere Bilder                                                        |
| Klášter 19 (Standort)                                             | Museum                                                                | Museum | 17135/4-1058 Info Katalog | Museum                                                                |
| Klášter 21 (Standort)                                             | Wiegehaus                                                             | Wiegehaus (Waage), ein Wiegehaus aus dem frühen 20. Jahrhundert in der nordwestlichen Ecke des Klosterkomplexes vor dem Eingang zum Klostergasthof | 17135/4-1058 Info Katalog | BW                                                                    |
| Klášter (Standort)                                                | Einfriedung                                                           | Einfriedung, die Umfassungsmauer stammt aus der Zeit der Erweiterung des Klosterkomplexes und der Schaffung eines Landschaftsparks an der Wende vom 19. zum 20. Jahrhundert | 17135/4-1058 Info Katalog | Einfriedung                                                           |
| Klášter (Standort)                                                | Drei Brunnen                                                          | Drei Brunnen - Brunnen I., barocker Steinbrunnen aus der Werkstatt des Pilsener Steinmetzes Anton Kopper von 1713, mit skulpturaler Dekoration von Johann Karel Stülp aus Eger, entworfen von Johann Wolfgang Braunbock aus Tepl - Brunnen II., ein Steinbrunnen im Eingangshof des Klosterkomplexes von 1891 - Brunnen III., vermutlich ein neobarocker Brunnen aus der Zeit um 1900 im Klostergarten | 17135/4-1058 Info Katalog | Drei Brunnen                                                          |
| Klášter (Standort)                                                | Klostergarten                                                         | Klostergarten, der historische Klostergarten befindet sich nördlich des Klosters und östlich der Kirche, der Bibliothek und des Museumsflügels, z. Z. mit Gras bewachsen | 17135/4-1058 Info Katalog | Klostergarten                                                         |
| Klášter (Standort)                                                | Abteigarten                                                           | Abteigarten, z. Z. ohne Landschaftsgestaltung mit erhaltenen Resten eines Zauns, befindet sich am südlichen Flügel der Prälatur | 17135/4-1058 Info Katalog | BW                                                                    |
| Klášter (Standort)                                                | Alte Pumpe                                                            | Alte Handpumpe, stammt aus der zweiten Hälfte des 19. Jahrhunderts mit einem älteren Brunnen, steht im Bereich des Haupthofs vor der Prälatur und dem Eingang zur Klosterkirche | 17135/4-1058 Info Katalog | Alte Pumpe                                                            |
| Klášter (Standort)                                                | Klostermühle (Reste)                                                  | Reste der Mühle, vermutlich das Barockgebäude der Mühle der Klosterbrauerei, das nur in Form der äußeren Begrenzungsmauer erhalten ist, Umfassungsmauer des Klosterkomplexes im Süden, in den 1950er Jahren wurde es zusammen mit der Klosterbrauerei abgerissen | 17135/4-1058 Info Katalog | weitere Bilder                                                        |
| Klášter (Standort)                                                | Vier Heiligenstatuen vom ehem. Dorf Sankt Adalbert                    | Statue des hl. Prokop, des hl. Wenzel, des hl. Veit und des hl. Johannes von Nepomuk, vier künstlerisch hochwertige Barockstatuen der Heiligen in Lebensgröße von 1722 bis 1773, ursprünglich als Statuengruppe der Landespatrone der böhmischen Länder bei der Kirche des hl. Adalbert im gleichnamigen zerstörten Dorf Skt. Adalbert bei Tepl (Svatý Vojtěch) | 17135/4-1058 Info Katalog | BW                                                                    |
| Klášter (Standort)                                                | Skulpturengruppe Kalvarienberg                                        | Skulpturengruppe Kalvarienberg, Sandsteinskulptur Golgatha auf einem hohen massiven Sockel mit Reliefinschrift und Chronogramm von 1708 | 17135/4-1058 Info Katalog | Skulpturengruppe Kalvarienberg                                        |
| Klášter (Standort)                                                | Statue des hl. Florian                                                | Statue des hl. Florian, barocke Sandsteinstatue in einer klassischen ikonographischen Darstellung in Lebensgröße, mit einem Chronogramm auf einem Reliefsockel von 1726, an der Straße, vor dem Eingang zum Kloster | 17135/4-1058 Info Katalog | BW                                                                    |
| Klášter (Standort)                                                | Nepomukstatue                                                         | Statue des hl. Johannes von Nepomuk, barocke Sandsteinstatue, an der Straße, vor dem Eingang zum Kloster | 17135/4-1058 Info Katalog | BW                                                                    |
| Klášter ()                                                        | Gedenkkreuz                                                           | Gedenkkreuz | 17135/4-1058 Info Katalog |                                                                       |
| Klášter, etwa 500 m vom Klostergelände entfernt (Standort)        | Ehem. Klosterfriedhof (Bývalý klášterní hřbitov)                      | Ehem. Klosterfriedhof | 101455 Info Katalog       | weitere Bilder                                                        |
| Klášter 45 (Standort)                                             | Fichtenhof (Smrčí dvůr)                                               | Bauernhof – Fichtenhof | 101517 Info Katalog       | weitere Bilder                                                        |
| Klášter 46 (Standort)                                             | Schafhof (Ovčí dvůr)                                                  | Bauernhof – Schafhof | 101525 Info Katalog       | Schafhof (Ovčí dvůr)                                                  |
| Klášter, versetzt ins Kloster Tepl (Standort)                     | Bildstock                                                             | Bildstock | 21783/4-3545 Info Katalog | BW                                                                    |
| Klášter (Standort)                                                | Nischenkapelle (Výklenková kaplička)                                  | Nischenkapelle | 23103/4-3772 Info Katalog | Nischenkapelle (Výklenková kaplička)                                  |
| Klášter (Standort)                                                | Statue des seligen Hroznata (Socha blahoslaveného Hroznaty)           | Statue des seligen Hroznata | 37085/4-1062 Info Katalog | weitere Bilder                                                        |
| Klášter (Standort)                                                | Skulpturengruppe der heiligen Familie (Sousoší svaté Rodiny)          | Skulpturengruppe der heiligen Familie, es existiert nur noch der Sockel. Die Skulptur befindet sich in der Klosterkirche. | 37806/4-1065 Info Katalog | weitere Bilder                                                        |
| Klášter (Standort)                                                | Säule des leidenden Christus (Socha Krista Trpitele)                  | Säule des leidenden Christus | 45223/4-1064 Info Katalog | Säule des leidenden Christus (Socha Krista Trpitele)                  |
| Klášter, im Camp an der Ostseite des Bethlehem-Teiches (Standort) | Militärbefestigungen                                                  | Archäologische Stätte oder militärische Festung, mit archäologischen Spuren | 42138/4-736 Info Katalog  | BW                                                                    |
| Klášter (Standort)                                                | Statue des hl. Judas Thaddäus (Socha svatého Judy Tadeáše)            | Statue des hl. Judas Thaddäus | 32810/4-1061 Info Katalog | Statue des hl. Judas Thaddäus (Socha svatého Judy Tadeáše)            |
| Klášter (Standort)                                                | Statue des hl. Norbert                                                | Statue des hl. Norbert | 32833/4-3981 Info Katalog | Statue des hl. Norbert                                                |
| Klášter (Standort)                                                | Statue der Unbefleckten Jungfrau Maria (Socha Panny Marie Immaculaty) | Statue der Unbefleckten Jungfrau Maria | 28807/4-1063 Info Katalog | Statue der Unbefleckten Jungfrau Maria (Socha Panny Marie Immaculaty) |

### Beranov (Böhmisch Borau)
| Lage                                                                              | Objekt           | Beschreibung | ÚSKP-Nr.                 | Bild           |
| --------------------------------------------------------------------------------- | ---------------- | ------------ | ------------------------ | -------------- |
| Beranov 2 (Standort)                                                              | Bauernhaus Nr. 2 | Bauerngehöft | 32632/4-733 Info Katalog | weitere Bilder |
| Beranov, bei der Kreuzung der Tepler Landstraße am westlichen Ortsrand (Standort) | Bildstock        | Bildstock    | 20689/4-734 Info Katalog | BW             |

### Bohuslav (Paslas)
| Lage                | Objekt                              | Beschreibung                        | ÚSKP-Nr.                 | Bild           |
| ------------------- | ----------------------------------- | ----------------------------------- | ------------------------ | -------------- |
| Bohuslav (Standort) | Statue des hl. Johannes von Nepomuk | Statue des hl. Johannes von Nepomuk | 16088/4-740 Info Katalog | weitere Bilder |

### Číhaná (Kschiha)
| Lage                         | Objekt                              | Beschreibung                        | ÚSKP-Nr.                  | Bild           |
| ---------------------------- | ----------------------------------- | ----------------------------------- | ------------------------- | -------------- |
| Číhaná 18 (Standort)         | Bauernhaus Nr. 18                   | Bauerngehöft                        | 14873/4-776 Info Katalog  | weitere Bilder |
| Číhaná, Dorfplatz (Standort) | Statue des hl. Johannes von Nepomuk | Statue des hl. Johannes von Nepomuk | 10278/4-4921 Info Katalog | weitere Bilder |

### Horní Kramolín (Obergramling)
| Lage                      | Objekt     | Beschreibung | ÚSKP-Nr.                  | Bild |
| ------------------------- | ---------- | ------------ | ------------------------- | ---- |
| Horní Kramolín (Standort) | Sühnekreuz | Sühnekreuz   | 23557/4-3546 Info Katalog | BW   |

### Kladruby (Kladerlas)
| Lage                  | Objekt                                                      | Beschreibung                    | ÚSKP-Nr.            | Bild                                                        |
| --------------------- | ----------------------------------------------------------- | ------------------------------- | ------------------- | ----------------------------------------------------------- |
| Kladruby 7 (Standort) | Landwirtschaftlicher Klosterhof (Klášterní zemědělský dvůr) | Landwirtschaftlicher Klosterhof | 101570 Info Katalog | Landwirtschaftlicher Klosterhof (Klášterní zemědělský dvůr) |

### Mrázov (Prosau)
| Lage                 | Objekt                          | Beschreibung | ÚSKP-Nr.                 | Bild           |
| -------------------- | ------------------------------- | --- | ------------------------ | -------------- |
| Mrázov (Standort)    | Bauernhaus                      | Klassizistisches Bauerngehöft aus dem frühen 19. Jahrhundert. Der Komplex besteht aus einem Wohngebäude mit Stall und Scheune, ursprünglich ein geschlossenes Gehöft. Links die Fassade zum Dorfplatz, Wohnhaus aus Backstein mit verputztem Erdgeschoss. Ziegelscheune mit einem Holzgiebel, mit vertikal verschaltem Ziegelmauerwerk. | 34194/4-949 Info Katalog | weitere Bilder |
| Mrázov 13 (Standort) | Wassermühle Nr. 13 (Vodní mlýn) | Gebäude einer ehem. Wassermühle mit klassizistischer Fassade, 1830 wurde die Mühle modernisiert. Das letzte erhaltene Gebäude seiner Art in der gesamten Region Tepl und im südlichen Teil von Karlsbad. Ziegelverputztes freistehendes einstöckiges Gebäude auf rechteckigem Grundriss mit 7 × 3 Fensterachsen, mit einer mehrstöckigen Erweiterung für den Mühlenantrieb. Die Fenster sind mit einem Segment gewölbt, der dreieckige Giebel mit einem Sägemotiv verziert. | 19963/4-950 Info Katalog | weitere Bilder |

### Pěkovice (Pöcken)
| Lage                | Objekt                                                                | Beschreibung                           | ÚSKP-Nr.                 | Bild           |
| ------------------- | --------------------------------------------------------------------- | -------------------------------------- | ------------------------ | -------------- |
| Pěkovice (Standort) | Statue der Unbefleckten Jungfrau Maria (Socha Panny Marie Immaculaty) | Statue der Unbefleckten Jungfrau Maria | 17393/4-999 Info Katalog | BW             |
| Pěkovice (Standort) | Bildstock                                                             | Bildstock                              | 27168/4-998 Info Katalog | weitere Bilder |

### Popovice (Pfaffengrün)
| Lage                           | Objekt           | Beschreibung | ÚSKP-Nr.                  | Bild           |
| ------------------------------ | ---------------- | ------------ | ------------------------- | -------------- |
| Popovice 3 (Standort)          | Bauernhaus Nr. 3 | Bauerngehöft | 12427/4-4968 Info Katalog | weitere Bilder |
| Popovice, Dorfplatz (Standort) | Kapelle          | Kapelle      | 12812/4-4899 Info Katalog | weitere Bilder |
| Popovice 1 (Standort)          | Bauernhaus Nr. 1 | Bauerngehöft | 12278/4-4796 Info Katalog | weitere Bilder |

### Poutnov (Pauten)
| Lage                                                           | Objekt                                                     | Beschreibung                        | ÚSKP-Nr.                  | Bild           |
| -------------------------------------------------------------- | ---------------------------------------------------------- | ----------------------------------- | ------------------------- | -------------- |
| Poutnov (Standort)                                             | Statue des hl. Johannes von Nepomuk                        | Statue des hl. Johannes von Nepomuk | 40385/4-1010 Info Katalog | BW             |
| Poutnov (Standort)                                             | Statue der hl. Anna selbdritt (Socha svaté Anny Samotřetí) | Statue der hl. Anna selbdritt       | 34062/4-1011 Info Katalog | weitere Bilder |
| Poutnov, 1,5 km nordöstlich vom Ort auf den Feldern (Standort) | Jüdischer Friedhof                                         | Jüdischer Friedhof                  | 25305/4-1013 Info Katalog | weitere Bilder |
| Poutnov (Standort)                                             | Bildstock                                                  | Bildstock                           | 30528/4-1012 Info Katalog | BW             |

### Rankovice (Rankwotz)
| Lage                                        | Objekt | Beschreibung                 | ÚSKP-Nr.                  | Bild |
| ------------------------------------------- | ------ | ---------------------------- | ------------------------- | ---- |
| Rankovice, 600 m südlich vom Ort (Standort) | Feste  | Feste, archäologische Spuren | 12942/4-1023 Info Katalog | BW   |
| Rankovice, nordwestlich von Tepl (Standort) | Feste  | Feste, archäologische Spuren | 33851/4-1022 Info Katalog | BW   |

### Šafářské Domky (Schafferhäusln)
| Lage                      | Objekt                    | Beschreibung | ÚSKP-Nr.                  | Bild                      |
| ------------------------- | ------------------------- | --- | ------------------------- | ------------------------- |
| Šafářské Domky (Standort) | Denkmal aus dem Jahr 1835 | Denkmal aus dem Jahr 1835, ein neugotisches Steinmonument mit einer unleserlichen Inschrift mit den Namen der Stifter und der Jahreszahl 1835, als Beispiel einer frühgeschichtlichen Architektur in der ländlichen Umgebung | 37493/4-1087 Info Katalog | Denkmal aus dem Jahr 1835 |

### Zahrádka (Sahrad)
| Lage                   | Objekt                       | Beschreibung                 | ÚSKP-Nr.                  | Bild                         |
| ---------------------- | ---------------------------- | ---------------------------- | ------------------------- | ---------------------------- |
| Zahrádka 9 (Standort)  | Tor des Bauerngehöfts Nr. 9  | Bauerngehöft, davon nur: Tor | 45160/4-1136 Info Katalog | Tor des Bauerngehöfts Nr. 9  |
| Zahrádka 2 (Standort)  | Bauernhaus Nr. 2             | Bauerngehöft                 | 14602/4-1135 Info Katalog | Bauernhaus Nr. 2             |
| Zahrádka 11 (Standort) | Tor des Bauerngehöfts Nr. 11 | Bauerngehöft, davon nur: Tor | 45680/4-1137 Info Katalog | Tor des Bauerngehöfts Nr. 11 |